# Mare de fonte

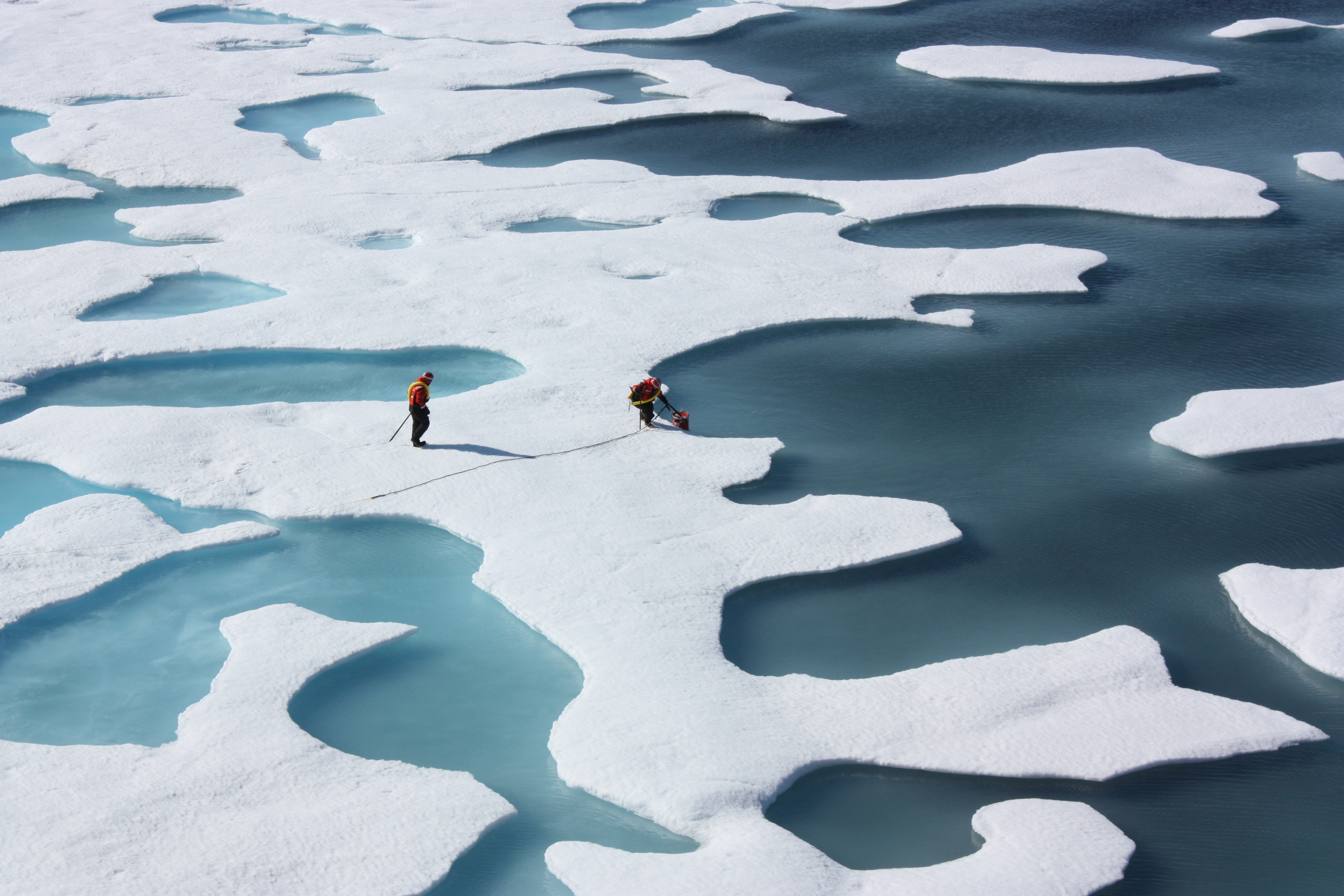
Mares de fonte sur la banquise arctique.

Une mare de fonte est une petite étendue d'eau douce qui se forme à la surface de la banquise, des glaciers, des plateformes de glace et des calottes polaires au printemps et en été. Des réservoirs d'eau liquide peuvent également se développer à l'intérieur des glaces. Leur distribution et leur taille varient dans une large mesure.
Étant en général plus sombres que la glace autour et donc ayant un albédo plus faible, les mares de fonte absorbent le rayonnement solaire au lieu de le réfléchir et donc agissent sur le bilan radiatif de la Terre. Cet écart, jusqu'à récemment peu étudié par la communauté savante, a un effet important sur la vitesse de la fonte des glaces et l'étendue de la calotte glaciaire. Une mare de fonte peut ainsi creuser la glace jusqu'au flot[source insuffisante], ce qui laisse sourdre de l'eau de mer - moins froide - et accélère encore plus le rythme de fonte. Sur terre, l'eau fondue des mares peut couler dans des crevasses ou des moulins et atteindre le fond rocheux. Ce fait hâte la migration de la glace vers l'océan, puisque le liquide fait office de lubrifiant dans le glissement des glaciers[source insuffisante].